# Hayley Taylor
Hayley Taylor; wcześniej Lewis (ur. 2 marca 1974 w Brisbane) – była australijska pływaczka specjalizowała się w stylu dowolnym, medalistka olimpijska i mistrzostw Świata.
Pływała również na otwartym akwenie.
Od 2010 r. prowadzi program The Biggest Loser (polska wersja: Co masz do stracenia?).